# 徳田安春
徳田 安春（とくだ やすはる、1964年2月28日 - ）は、沖縄県出身の総合診療医。
1988年琉球大学医学部卒業。沖縄県立中部病院、聖路加国際病院、水戸協同病院、地域医療機能推進機構(JCHO)本部顧問などを歴任。2016年6月現在は、群星沖縄臨床研修センター長を務める
。
筑波大学、聖マリアンナ医科大学、東邦大学、客員教授。獨協医大特任教授。慶應大学非常勤講師。「保健医療2035」メンバー。日本プライマリケア連合学会理事。日本病院総合診療医学会理事。JAMEP理事。日本プライマリケア連合学会英文誌 General Medicineの編集委員長（Editor-in-Chief）。

## 著作

### 著作
- Dr.徳田の診断推論講座 ISBN 4784943420
- こんなとき、フィジカル: 超実践的! 身体診察のアプローチ ISBN 4307101693
- Dr.徳田のフィジカル診断講座 ISBN 4784943390
- Dr.徳田のバイタルサイン講座 ISBN 4784943374
- アセスメント力を高める! バイタルサイン (JJNスペシャル) ISBN 4260013106
- 確定診断を導く思考プロセスから治療方針まで 診断力を強化する!症候からの内科診療 ISBN 4758105138
- ジェネラリスト診療が上手になる本 ISBN 4904865030
- メディカルポケットカードプライマリケア ISBN 4260002910